# Johannes Georg Bednorz
Johannes Georg Bednorz, nemški fizik, nobelovec, * 16. maj 1950, Neuenkirchen, Severno Porenje - Vestfalija, Nemčija.
Bednorz je leta 1987 s sodelavcem K. Alexandrom Müllerjem prejel Nobelovo nagrado za fiziko za odkritje visokotemperaturne superprevodnosti v keramičnih materialih. Deluje kot raziskovalec v laboratorijih podjetja IBM.